# Marc Aurel Stein
Sir Marc Aurel Stein, KCIE, FRAS, FBA (în maghiară Stein Márk Aurél) (n. 26 noiembrie 1862, Pesta, Regatul Ungariei – d. 26 octombrie 1943, Kabul, Regatul Afganistanului⁠(d), Durrani Empire⁠(d)) a fost un arheolog englez de origine maghiară, cunoscut în primul rând pentru explorările și descoperirile arheologice din Asia Centrală. El a fost, de asemenea, profesor universitar în India.
Stein a fost, de asemenea, etnograf, geograf, lingvist și topograf. Colecția sa de cărți și manuscrise luate din peșterile Dunhuang este importantă pentru studiul istoriei Asiei Centrale și a artei și literaturii budiste. El a scris mai multe volume despre expedițiile sale și descoperirile arheologice efectuate în Hotanul antic, Serindia și Asia Interioară.

## Începutul vieții
Stein i-a avut ca părinți pe Nathan Stein și Anna Hirschler, un cuplu de evrei care locuiau în Budapesta în timpul Imperiului Austro-Ungar. Părinții și sora lui au păstrat credința iudaică, dar Stein și fratele său, Ernst Eduard, au fost botezați luterani, aparent pentru a-i elibera de limitările aduse de antisemitism, care le-ar fi împiedicat evoluția.[2] În casa familiei se vorbea germană și maghiară și Stein a fost mândru de acest lucru pentru tot restul vieții sale. A urmat gimnaziile catolic și luteran din Budapesta, unde și-a însușit limbile greacă, latină, franceză și engleză, înainte de a merge pentru a urma studii universitare la universitățile din Viena, Leipzig și Tübingen. A absolvit cu o diplomă în sanscrită și persană și a obținut doctoratul la Tübingen în anul 1883.[4]
În 1884 a mers în Anglia pentru a studia limbile orientale și arheologia. A devenit cetățean britanic în 1904 și și-a finanțat celebrele expediții cu sponsorizări din această țară. În 1887 Stein a mers în India, unde s-a alăturat Universității din Punjab ca grefier. Mai târziu, între 1888 și 1899, a fost director al Colegiului Oriental din Lahore. Stein a fost influențat de lucrarea Prin Asia (1898) a lui Sven Hedin. Dându-și seama de importanța istoriei și arheologiei din Asia Centrală a trimis guvernului o propunere de a explora, carta și studia oamenii din Asia Centrală. În mai 1900 a primit aprobarea să conducă o expediție în Turkestanul Chinez, care era situat strategic în Asia Înaltă, unde Rusia și Germania aveau deja interese.

## Expediții

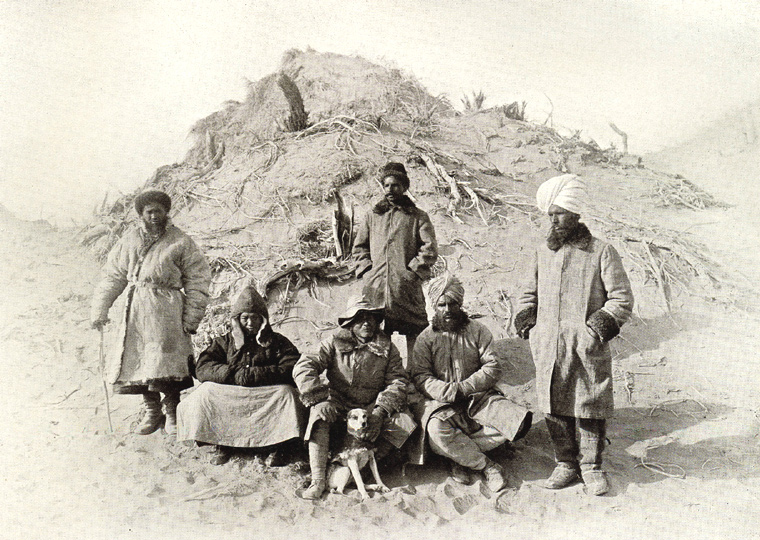
Fotografie cu Aurel Stein, câinele său și echipa de cercetare, în Bazinul Tarim

Stein a efectuat patru mari expediții în Asia Centrală — în 1900-1901, 1906-1908, 1913-1916 și 1930. El a adus la lumină o comoară ascunsă de o mare civilizație care de atunci a fost practic pierdută. Una din descoperirile sale semnificative din timpul primei sale călătorii din 1900-1901 a fost oaza Dandan Oilik din deșertul Taklamakan, unde a descoperit o serie de relicve. În timpul celei de-a treia expediții din 1913-1916 a săpat la Khara-Khoto.

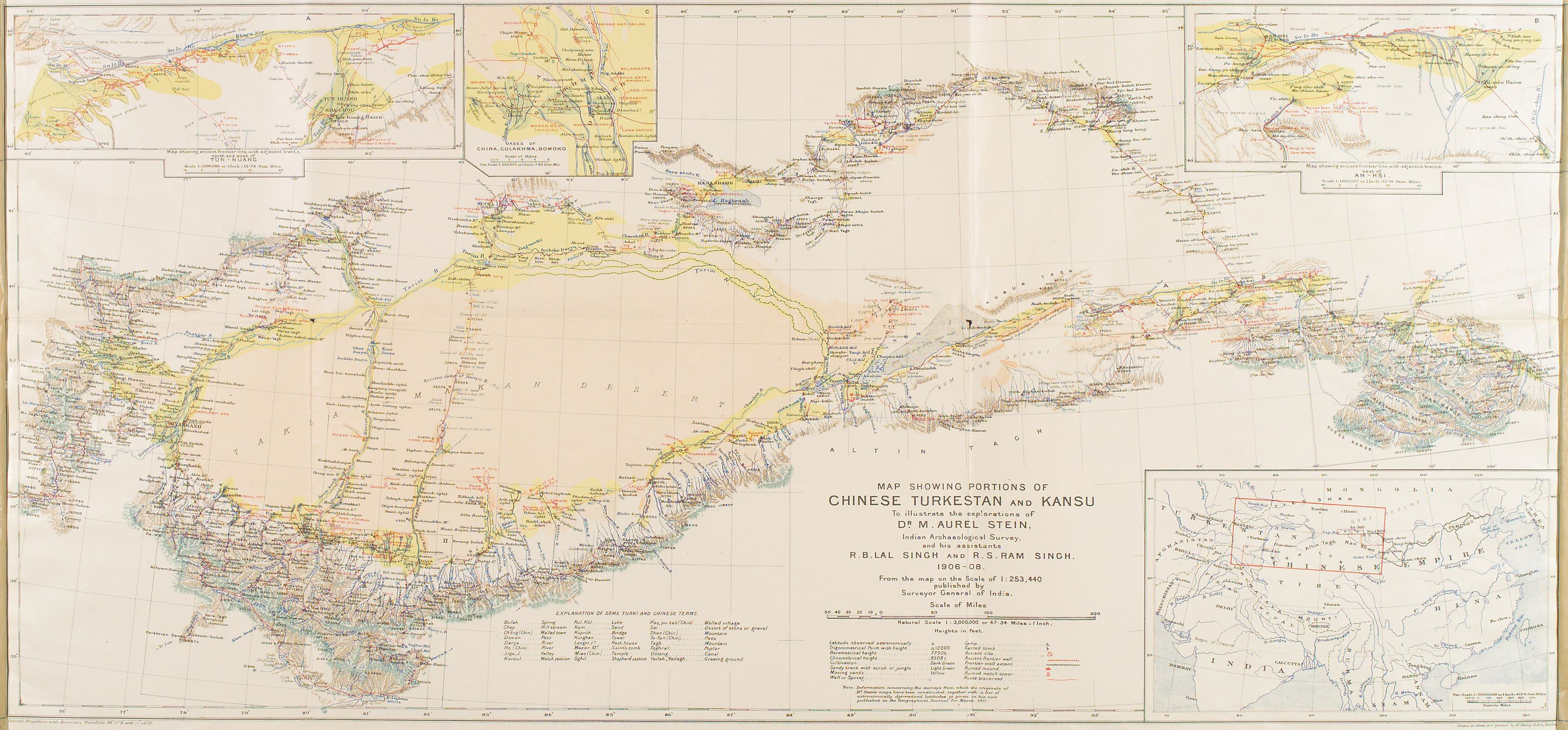
Harta Taklamakanlui din vol. V al lucrării Serindia (1921) a lui Stein.

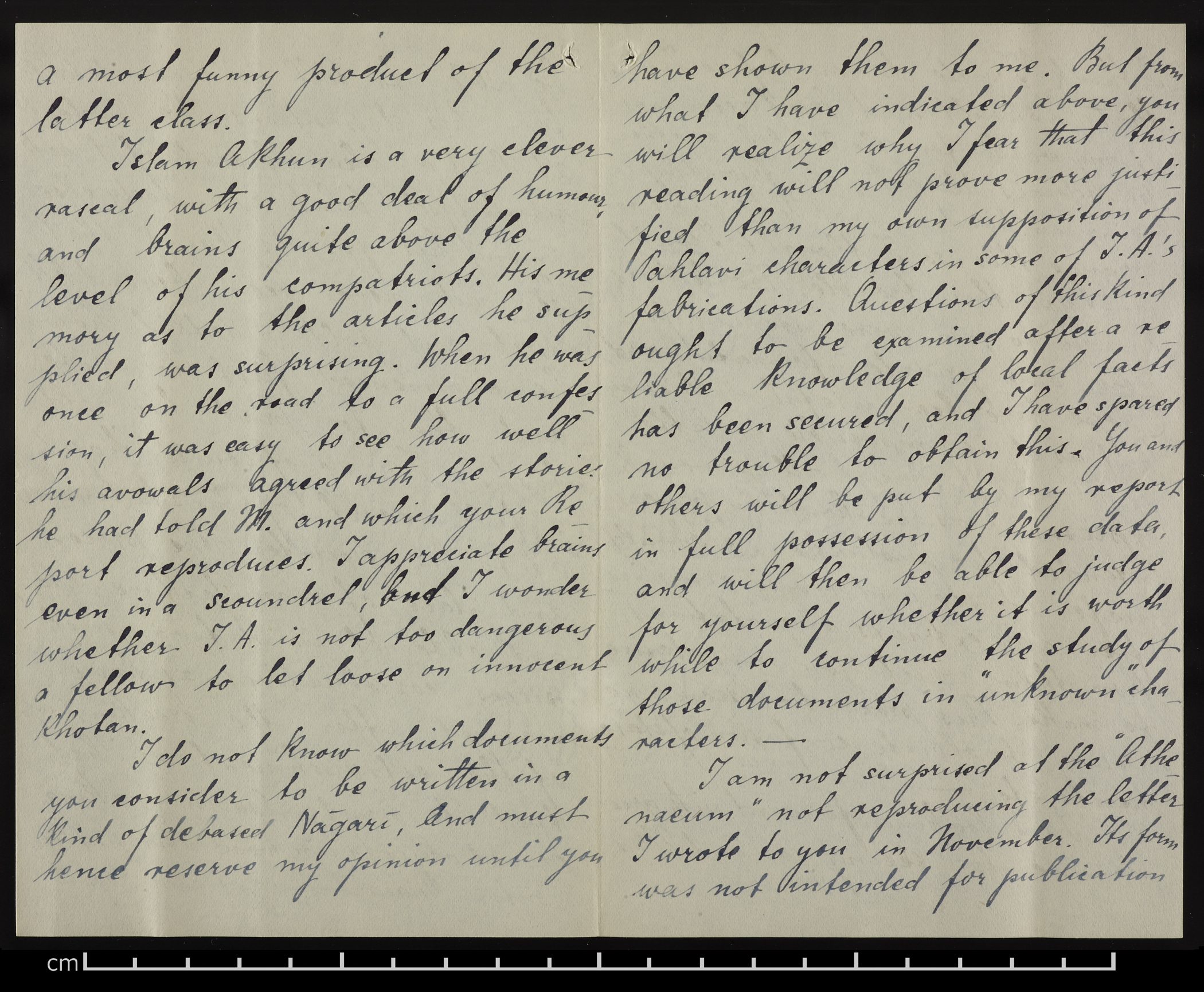
Scrisoare de la Aurel Stein către Rudolf Hoernle din Kashgar. Datată 25 mai 1901.

Colecția lui Stein de manuscrise chineze, tibetane și tangut, tablete de lemn din Prakrit și documente în mai multe limbi turcice de la British Museum sunt rezultatul călătoriilor sale prin Asia centrală din anii 1920 și 1930. Stein a descoperit manuscrise în limbi toharice (considerate dispărute) din Bazinul Tarim, Miran și alte orașe-oază și a înregistrat numeroase situri arheologice, mai ales în Iran și Pakistan.
Când Stein a vizitat Hotan el a fost capabil să traducă în persană o parte din Shahnama, după ce a dat peste o variantă locală a operei în Turki.
În 1901 Stein a fost responsabil pentru demascarea falsurilor de la Islam Akhun.
Cea mai mare descoperire a lui Stein a fost făcută în Grotele Mogao, cunoscute și ca „Grotele celor o mie de Buddha”, din apropiere de Dunhuang, în 1907. Acolo a descoperit o copie tipărită a Sutra diamantului, cel mai vechi text imprimat, datând din AD 868, împreună cu alte 40.000 de suluri (toate scoase treptat pe măsură ce a reușit câștige încrederea și să-l mituiască pe îngrijitorul Taoist). El a dobândit 24 de lăzi de manuscrise și 4 lăzi de picturi și relicve. Pentru eforturile sale a fost înnobilat, dar naționaliștii chinezi l-au numit hoț și au organizat proteste împotriva lui. Descoperirea sa a inspirat alți vânători de comori și exploratori francezi, ruși, japonezi sau chinezi, care au luat, de asemenea, din respectiva colecție.
În timpul expediției sale din 1906-1908, în timp ce topografia în Munții Kunlun din vestul Chinei, Stein a suferit degerături și a pierdut câteva degete de la piciorul drept.

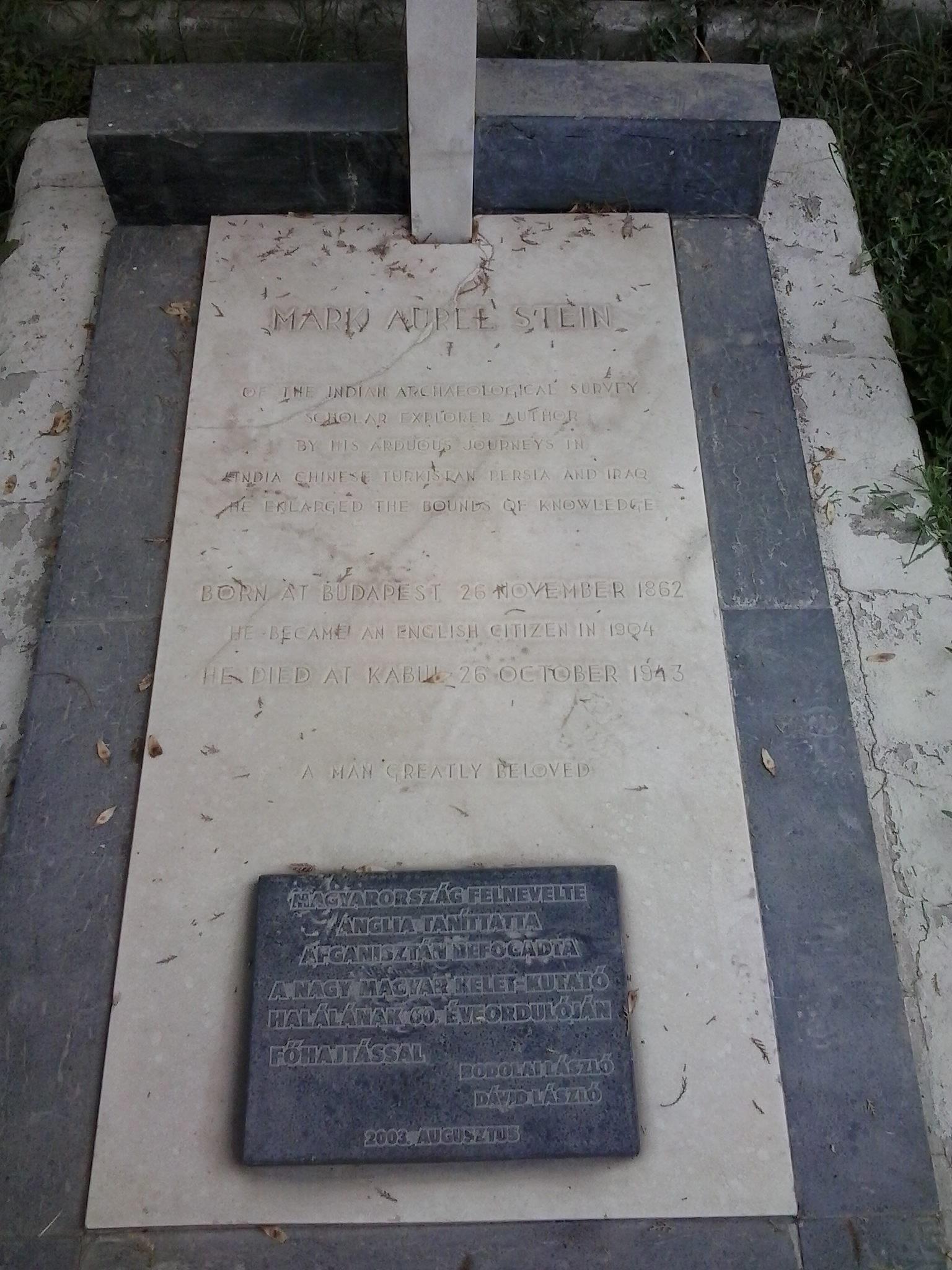
Fotografie a mormântului lui Aurel Stein din Kabul

Cea de-a patra expediție în Asia Centrală s-a încheiat cu un eșec. Stein nu a publicat niciun raport, dar alții au scris despre frustrările și rivalitățile dintre interesele britanice și americane în China, între Harvard Fogg Museum și British Museum, și în cele din urmă, între Paul J. Sachs și Langdon Warner, cei doi sponsori ai expediției.
Stein a murit la Kabul în 26 octombrie 1943 și a fost înmormântat în Cimitirul britanic din Kabul.

## Marele joc
Stein, precum și rivalii lui, Sven Hedin, Sir Francis Younghusband și Nikolai Prjevalski, au fost jucători activi în lupta britanico-rusă pentru influență în Asia Centrală, așa-numitul Marele Joc. Explorările lor au fost susținute de către imperiile britanic și rus deoarece completau „pete albe” pe hartă, furnizând informații valoroase și creând „sfere de influență” pentru explorarea arheologică și influență politică.[19]

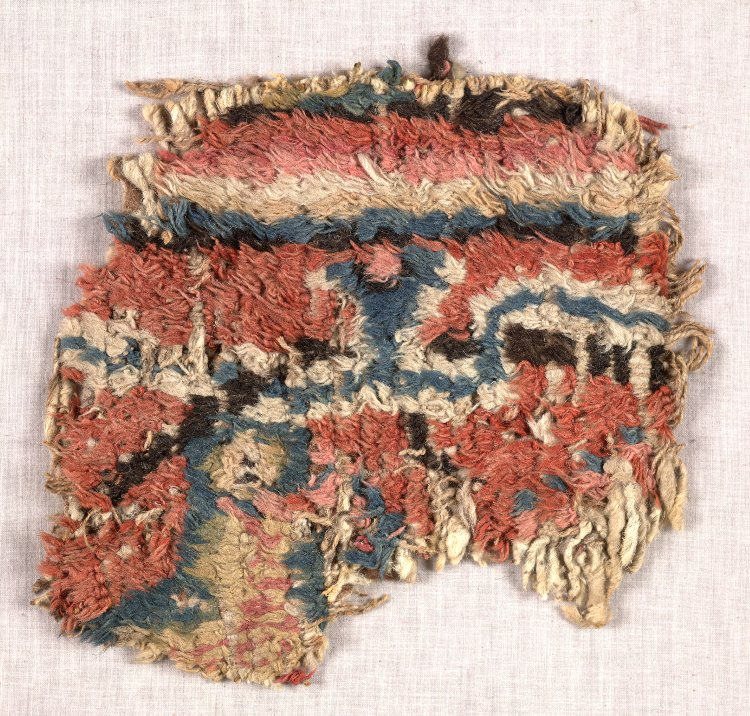
Fragment de covor descoperit de Aurel Stein într-o groapă din Loulan, Xinjiang, și datată în secolele III-IV. Prin amabilitatea British Museum.

Obiectele de artă adunate de el sunt împărțite între British Museum, British Library, Muzeul din Srinagar și Muzeul Național din New Delhi.

## Distincții
Stein a primit o serie de distincții în cariera sa. În 1909 a fost distins cu Medalia Fondatorului a Royal Geographical Society „pentru explorările întinse din Asia Centrală și în special pentru activitatea sa arheologică”. În 1909 i-a fost acordată prima medalie de aur Campbell Memorial de către Royal Asiatic Society of Bombay. A fost distins cu o serie de alte medalii de aur: Medalia de Aur de la Société de Géographie în 1923; Grande Médaille d'or a Societății Regale Asiatice din Marea Britanie și Irlanda, în 1932; și Medalia de Aur a Societății Anticarilor din Londra în anul 1935. În 1934 a fost distins cu Huxley Memorial Medal a Royal Anthropological Institute din Marea Britanie și Irlanda.
În 1910, de Ziua Regelui, a fost numit Companion al Ordinului Imperiul Indian (CIE) pentru serviciul lui ca inspector general al învățământului și arheologiei din provincia de frontieră Nord-Vest. Doi ani mai târziu, în 1912, el a fost promovat la rangul de Cavaler Comandor al Ordinului Imperiul Indian (KCIE) pentru serviciile sale ca administrator al Departamentului Arheologiei, North-West Frontier Circle.
El a fost numit doctor honoris cause al mai multor universități din Regatul Unit, între 1909-1939. În 1919 Stein a devenit membru străin al Academiei de Arte și Științe a Regatului Țărilor de Jos. În 1921 a fost ales membru al Academiei Britanice (FBA).

## Publicații
- 1896. "Notes on the Ancient Topography of the Pīr Pantsāl Route." Journal of the Asiatic Society of Bengal, Vol. LXIV,  Part I, No. 4, 1895. Calcutta 1896.
- 1896. Notes on Ou-k'ong's account of Kaçmir. Wien : Gerold, 1896. Published in both English and German in Vienna.
- 1898. Detailed Report on an Archaeological Tour with the Buner Field Force, Lahore, Punjab Government Press.
- 1900. Kalhaṇa's Rājataraṅgiṇī – A Chronicle of the Kings of Kaśmīr, 2 vols. London, A. Constable & Co. Ltd. Reprint, Delhi, Motilal Banarsidass, 1979.
- 1904  Sand-Buried Ruins of Khotan, London, Hurst and Blackett, Ltd. Reprint Asian Educational Services, New Delhi, Madras, 2000 Sand-Buried Ruins of Khotan : vol.1
- 1905. Report of Archaeological Survey Work in the North-West Frontier Province and Baluchistan, Peshawar, Government Press, N.W. Frontier Province.
- 1907. Ancient Khotan: Detailed report of archaeological explorations in Chinese Turkestan, 2 vols. Clarendon Press. Oxford.[28] Ancient Khotan : vol.1 Ancient Khotan : vol.2
- 1912. Ruins of Desert Cathay: Personal Narrative of Explorations in Central Asia and Westernmost China, 2 vols. London, Macmillan & Co. Reprint: Delhi. Low Price Publications. 1990. Ruins of Desert Cathay : vol.1 Ruins of Desert Cathay : vol.2
- 1918. "Routes from the Panjab to Turkestan and China Recorded by William Finch (1611)." The Geographical Journal, Vol. 51, No. 3 (Mar., 1918), pp. 172–175.
- 1921a. Serindia: Detailed report of explorations in Central Asia and westernmost China, 5 vols. London & Oxford, Clarendon Press. Reprint: Delhi. Motilal Banarsidass. 1980.[28] Serindia : vol.1 Serindia : vol.2 Serindia : vol.3 Serindia : vol.4 Serindia : vol.5
- The Thousand Buddhas : ancient Buddhist paintings from the cave-temples of Tung-huang on the western frontier of China.[28] The Thousand Buddhas : vol.1
- 1921b “A Chinese expedition across the Pamirs and Hindukush, A.D. 747.” Indian Antiquary 1923.[29]
- 1923 Memoir On Maps Of Chinese Turkistan
- 1923 Memoir on Maps of Chinese Turkistan and Kansu : vol.1
- 1928. Innermost Asia: Detailed Report of Explorations in Central Asia, Kan-su and Eastern Iran, 5 vols. Oxford, Clarendon Press. Reprint: New Delhi. Cosmo Publications. 1981.[28] Innermost Asia : vol.1 Innermost Asia : vol.2 Innermost Asia : vol.3 Innermost Asia : vol.4
- 1929. On Alexander's Track to the Indus: Personal Narrative of Explorations on the North-West Frontier of India. London, Macmillan & Co. Reprint: New York, Benjamin Blom, 1972.
- 1932 On Ancient Central Asian Tracks: Brief Narrative of Three Expeditions in Innermost Asia and Northwestern China. Reprinted with Introduction by Jeannette Mirsky. Book Faith India, Delhi. 1999.
- 1933 On Ancient Central-Asian Tracks : vol.1
- 1937 Archaeological Reconnaissances in North-Western India and South-Eastern Īrān : vol.1
- 1940 Old Routes of Western Iran: Narrative of an Archaeological Journey Carried out and Recorded, MacMillan and co., limited. St. Martin's Street, London.
- 1944. "Archaeological Notes from the Hindukush Region". J.R.A.S., pp. 1–24 + fold-out.

O listă mai detaliată a lui Stein publicații sunt disponibile în Manualul Stein Colecții în marea BRITANIE, pp. 49-61.